# Schmidlinsches Haus

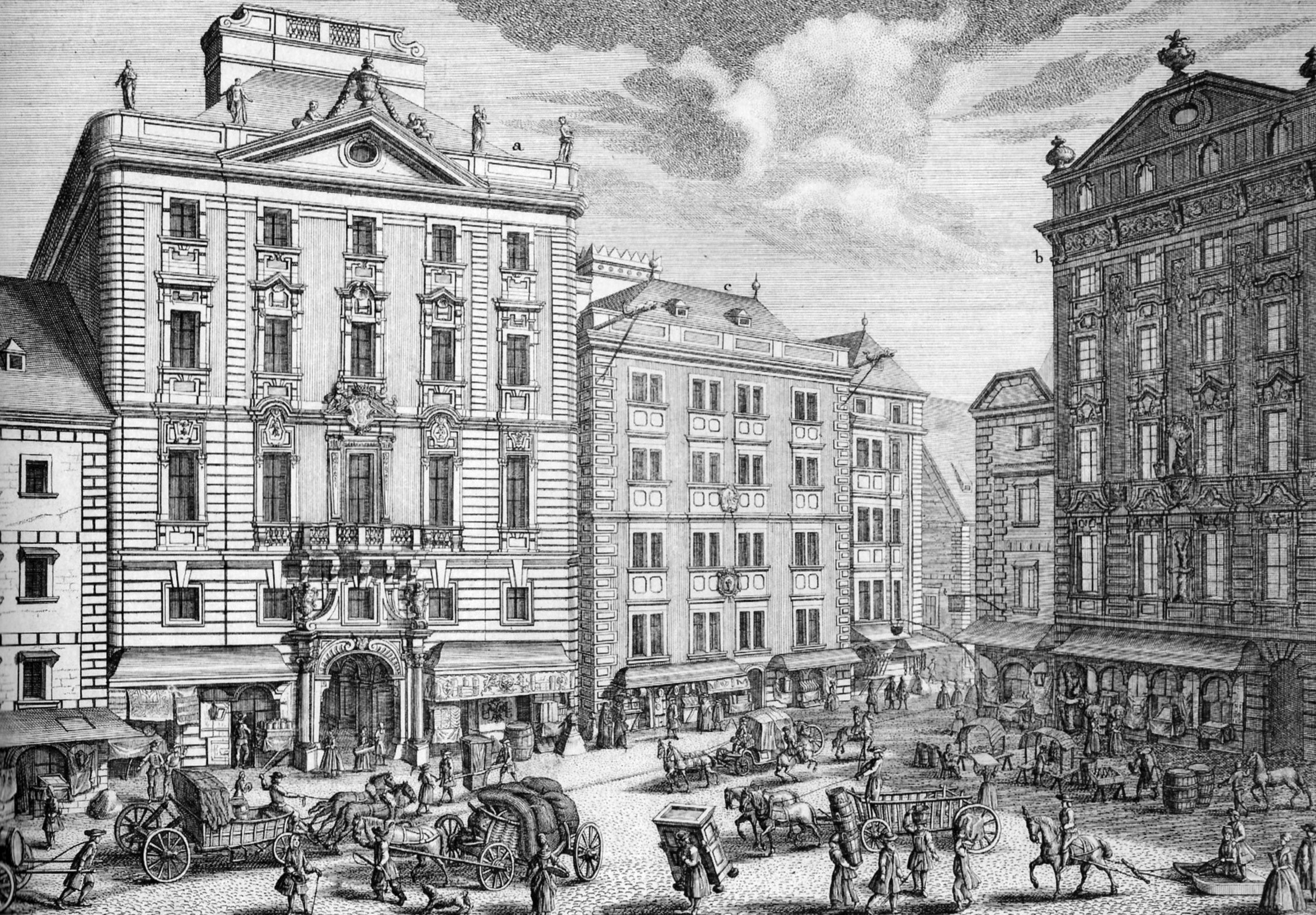
Das Schmidlinsche Haus, 1733

Als Schmidlinsches Haus bezeichnete man ein prächtiges Barockhaus am Wiener Stock-im Eisen-Platz, das zu Ende des 19. Jahrhunderts abgerissen wurde.
Das in Salomon Kleiners topographischem Wiener Sammelwerk aus 1733 „Wahrhaffte und genaue Abbildung…“ aufgenommene Gebäude beeindruckte durch seine Höhe und durch das mächtige Wappen der Familie Schmidlin, die das Haus 1714 bis 1759 besaß. Einer der Folgebesitzer war der Abgeordnete im Herrenhaus, Schauspieler und Exzentriker Leopold Graf Lazansky (1854–1891). Nach seinem Tod wurde das Haus 1893 im Versteigerungsweg von der Gemeinde Wien erworben, die das Haus 1895 aus Verkehrsrücksichten zur Erweiterung der Passage demolieren ließ. Der Kunsthistoriker und Barockfachmann Albert Ilg gab damals zu bedenken, gerade die Stadtverwaltung solle als Besitzer „diese kunsthistorische Zierde ersten Ranges aus dem alten Wien bewahren.“ Ilg nannte den Abbruch eine „Barbarei, geboren aus dem Geschäftsgeist, den die 18jährige Steuerfreiheit bei Um- und Neubauten“ hervorgerufen habe. An der Stelle des Schmidlinschen Hauses trat 1897 ein späthistoristischer Bau des Architekten Alexander von Wielemans.